# Dundee (Ohio)
Dundee – jednostka osadnicza w Stanach Zjednoczonych, w stanie Ohio, w hrabstwie Tuscarawas.